# Поважный, Роман Александрович
Рома́н Алекса́ндрович Пова́жный (пол. Roman Poważny; род. 23 октября 1976) — российский мотогонщик, участник соревнований по спидвею. Мастер спорта международного класса. Чемпион России в личном зачете, многократный чемпион России в командном и парном зачетах. Бронзовый призёр Командного Кубка мира по спидвею.

## Биография
Родился и вырос в Тольятти.
Занимался лыжами, боксом, коньками, но под влиянием дяди, служившего в армии с Ринатом Марданшиным, и дедушки-любителя спидвея стал заниматься спидвеем. С 1994 по 2005 годы выступал за тольяттинский клуб, став многократным чемпионом России и став одним из лидеров российского спидвея. Однако ввиду взаимной неудовлетворенности клуба и гонщика в 2006 году покинул «Мега-Ладу». Тем не менее в том же 2006 году один раз выступил в составе «Мега-Лады» в выездной гонке с «Востоком» — в качестве легионера с польским гражданством. С 2007 года по 2013 — в составе СК «Турбина» (капитан).
С 1998 года выступает в польских спидвейных лигах. Является первым российским гонщиком, принявшим участие в соревнованиях престижной английской Элит-лиги (с 1999 года). Выступал также в лигах Швеции, Дании, Италии, Украины.
Первый российский гонщик, принявший участие в этапах серии Гран-При.
Один из немногих российских гонщиков, продолжавших демонстрировать стабильно высокий спортивный уровень на протяжении многих лет подряд (более 20 лет) — в частности, добился со сборной России исторического результата — бронзы Кубка мира в 2013 году.
С 2003 года имеет польское гражданство. В 2006 году предполагалось участие Романа Поважного в европейских международных соревнованиях по польской лицензии, однако спортсмен продолжил выступать в составе сборной России. Женат на польке, владеет польским языком.
В конце 2013 г. заявил о завершении спортивной карьеры.

## Достижения в России
- Чемпионат России по спидвею среди юношей

в командном зачёте — 1 место (1993)
в личном зачёте — 2 место (1993)
- Чемпионат России по спидвею среди юниоров до 21 года:

в личном зачёте — 1 место (1997), 3 место (1994)
- Чемпионат России по спидвею

в личном зачёте — 1 место (2001), 2 место (2009), 3 место (2002, 2011)
в командном зачёте — 1 место (1994, 1995, 1996, 1998, 2001, 2002, 2003, 2004, 2005, 2006, 2009, 2011, 2012), 2 место (1997, 1999, 2000, 2007, 2010), 3 место (2008, 2013)
в парном зачёте — 1 место (1998, 1999, 2001, 2002, 2007, 2008, 2010, 2011), 2 место (2003)

## Среднезаездный результат
| Год | Флаг России | (E) | (I) | (II) | (E) | (E) | Флаг Дании | Флаг Италии | Флаг Украины |
| --- | ----------- | --- | --- | ---- | --- | --- | ---------- | ----------- | ------------ |

| 1993 | 0,375 Жигули      | -                | -                   | -                 | -                                  | -                | -                 | -              | -             |
| 1994 | 1,971 Жигули      | -                | -                   | -                 | -                                  | -                | -                 | -              | -             |
| 1995 | 2,231 Мега-Лада   | -                | -                   | -                 | -                                  | -                | -                 | -              | -             |
| 1996 | 2,213 Мега-Лада-1 | -                | -                   | -                 | -                                  | -                | -                 | -              | -             |
| 1997 | 2,41 Мега-Лада    | -                | -                   | -                 | -                                  | -                | -                 | -              | -             |
| 1998 | 2,426 Мега-Лада   | -                | -                   | 2,346 КСМ Кросно  | -                                  | -                | -                 | -              | -             |
| 1999 | 2,278 Мега-Лада   | -                | 1,241 Сталь Гожув   | -                 | 1,400 Истбурн                      | -                | -                 | -              | -             |
| 2000 | 2,368 Мега-Лада   | -                | -                   | -                 | 1,143/1,387 Оксфорд/ Вулверхэмптон | -                | -                 | -              | -             |
| 2001 | 2,846 Мега-Лада   | -                | -                   | 2,091 ВКМ Варшава | 1,500 Истбурн                      | -                | -                 | -              | -             |
| 2002 | 2,529 Мега-Лада   | -                | 2,000 ГТЗ Грудзендз | -                 | 1,053 Кингс Линн                   | -                | -                 | -              | -             |
| 2003 | 2,689 Мега-Лада   | -                | 2,135 РКМ Рыбник    | -                 | -                                  | -                | -                 | -              | -             |
| 2004 | 2,292 Мега-Лада   | 1,333 РКМ Рыбник | -                   | -                 | 1,643/1,444 Эссекс/ Истбурн        | 1,528 Индианерна | 2,250 Кронъюлланд | 2,167 Монтелло | -             |
| 2005 | 2,083 Мега-Лада   | -                | 2,016 РКМ Рыбник    | -                 | 1,512 Эссекс                       | 1,390 Индианерна | -                 | -              | -             |
| 2006 | 2,333 Мега-Лада   | 1,303 РКМ Рыбник | -                   | -                 | -                                  | 1,526 Индианерна | -                 | -              | -             |
| 2007 | 2,58 Турбина      | -                | 1,691 РКМ Рыбник    | -                 | 1,571 Истбурн                      | 1,422 Индианерна | -                 | -              | -             |
| 2008 | 1,833 Турбина     | 1,235 Марма      | -                   | -                 | -                                  | -                | -                 | -              | -             |
| 2009 | 2,292 Турбина     | -                | 1,839 Локомотив     | -                 | -                                  | -                | -                 | -              | -             |
| 2010 | 2,593 Турбина     | -                | 1,500 Локомотив     | -                 | -                                  | 1,500 Валсарна   | -                 | -              | 2,725 Турбина |
| 2011 | 2,300 Турбина     | -                | 2,035 Локомотив     | -                 | -                                  | -                | -                 | -              | -             |
| 2012 | 2,634 Турбина     | -                | 1,807 Локомотив     | -                 | -                                  | -                | -                 | -              | -             |
| 2013 | 2,320 Турбина     | -                | 1,954 Локомотив     | -                 | -                                  | -                | -                 | -              | -             |

## Достижения в мире
| Трижды принимал участие в этапах серии Гран-При: дважды в 2003 г. и один раз в 2005 г., каждый раз заменяя травмированных гонщиков как участник классификации ЛЧМ. | На международных соревнованиях Юниорские соревнования ЛЧМЮ — 10 место в полуфинале (1995), 11 место в полуфинале (1996), 4 место (1997) Взрослые соревнования ЛЧЕ — 7 место (2001), 6 место (2002), 3 место в ¼ финала и неучастие в ½ финала (2009), 9 место (2010), 18 место (2013, из-за травмы пропустил 2 финала из 4) ПЧЕ — 3 место (2008) КЕЧ — 3 место (1998, за «Лукойл» — участвовал только в полуфинале; 1999, за «Мега-Ладу», 2009, за «Восток» ), 1 место (2002, 2003 — за «Мега-Ладу», 2010 — за «Турбину») , 2 место (2004, за «Мега-Ладу») , вне зачета (2011) КЧМ и ККМ — 18 место (1995), 2 место (1996, участвовал только в отборочных соревнованиях), 6 место (1997, 2010), 8 место (1998, 2001, 2003), 9 место (1999, 2002), 13 место (2000), 4 место (2009), 5 место (2011), 3 место (2012) ЛЧМ — 29 место (2003), 25 место (2005) Гран-При Челлендж 1998: 8 место в континентальном финале Гран-При Челлендж 1999: 23 место в финале Гран-При Челлендж 2000: 7 место в континентальном финале Гран-При Челлендж 2001: 11 место в континентальном полуфинале Гран-При Челлендж 2003: 13 место в финале Гран-При Челлендж 2004: 11 место в финале Гран-При Челлендж 2005: 8 место в финале Гран-При Челлендж 2010: 10 место в ¼ финала Гран-При Челлендж 2011: 10 место в финале |       |       |       |       |       |       |       |       |       |       |      |
| Сезон | Номер | 1     | 2     | 3     | 4     | 5     | 6     | 7     | 8     | 9     | Место | Очки |
| 2003 | Q | EUR — | SWE — | GBR — | DNK 2 | SLO 4 | SCA — | CZE — | POL — | NOR — | 29    | 6    |
| 2005 | Q | EUR — | SWE — | SLO — | GBR — | DNK — | CZE — | SCA — | POL — | ITA 4 | 25    | 4    |